# (12626) Timmerman
Pour les articles homonymes, voir Timmerman.
(12626) Timmerman est un astéroïde de la ceinture principale.

## Description
(12626) Timmerman est un astéroïde de la ceinture principale. Il fut découvert le 25 mars 1971 à l'observatoire Palomar par Cornelis Johannes van Houten, Ingrid van Houten-Groeneveld et Tom Gehrels. Il présente une orbite caractérisée par un demi-grand axe de 2,69 UA, une excentricité de 0,11 et une inclinaison de 1,7° par rapport à l'écliptique.
Il est nommé en hommage à Petronella Johanna de Timmerman (1723-1786), poétesse et scientifique néerlandaise.

## Compléments